# Little Nemo: Adventures in Slumberland
Little Nemo: Adventures in Slumberland là bộ phim hoạt hình năm 1989 của Mỹ, thuộc thể loại phiêu lưu, ca nhạc và viễn tưởng. Phim có sự hợp tác của Nhật Bản, hai đạo diễn của phim là Masami Hata và William Hurtz.

## Nội dung
Bộ phim kể về chuyến phiêu lưu của một cậu bé tên Nemo, trong khi đang ngủ Nemo đã mơ thấy một giấc mơ là có một số người đến nhà cậu, mời cậu về vương quốc của họ chơi, nơi đó được gọi là "Xứ sở mộng đẹp". Những người đó còn bảo là đức vua và công chúa đang cần gặp Nemo, họ đang muốn nhờ cậu làm hoàng tử của vương quốc nhằm mục đích bảo vệ Xứ sở mộng đẹp khỏi bị Vua Ác Mộng đánh chiếm.

## Diễn viên lồng tiếng
- Gabriel Damon - Nemo
- Mickey Rooney - Flip
- René Auberjonois - Giáo sư Genius
- Danny Mann - Icarus
- Laura Mooney - Công chúa Camille
- Bernard Erhard - Đức vua Morphius
- Bill Martin - Vua Ác Mộng
- Alan Oppenheimer - Oomp
- Michael Bell - Oompy
- Sidney Miller - Oompe
- Neil Ross - Oompa
- John Stephenson - Oompo
- Jennifer Darling - Mẹ Nemo
- Greg Burson - Bố Nemo